# Louis Jouen
« Jouen » redirige ici. Pour les autres significations, voir Jouen (homonymie).
Louis Jouen (1805-1872) est un religieux catholique français. Membre de la Compagnie de Jésus, il fut le préfet apostolique de Madagascar.

## Biographie
Louis Jouen est né le 19 juin 1805 à Toutainville.
Il est nommé préfet apostolique de Madagascar et des îles adjacentes le 1er janvier 1849.
Il meurt le 4 janvier 1872 à l'hôpital du Bon et Perpétuel Secours de Maurice. Ses « restes mortels » sont ramenés à Madagascar et inhumés dans le cimetière d'Ambohipo le 27 janvier 1876.